# Gateshead
Gateshead ist eine Stadt in Tyne and Wear im Nordosten von England auf der Südseite des Flusses Tyne. Die Stadt befindet sich gegenüber von Newcastle upon Tyne und ist mit dieser durch zehn Brücken verbunden, unter anderem die Gateshead Millennium Bridge. Sie hat 120.046 Einwohner (2011) und ist Verwaltungssitz des Metropolitan Borough of Gateshead.
In Gateshead befindet sich mit dem MetroCentre eines der größten Einkaufszentren Europas. Bekannt sind auch das 20 m hohe Standbild Engel des Nordens („Angel of the North“) von Antony Gormley und das Konzert- und Veranstaltungszentrum The Sage Gateshead. Ferner befindet sich in der Stadt das Baltic Centre for Contemporary Art, in dem 2011 die Ausstellung mit Werken der für den Turner-Preis nominierten Künstler zum ersten Mal außerhalb Londons stattfand.

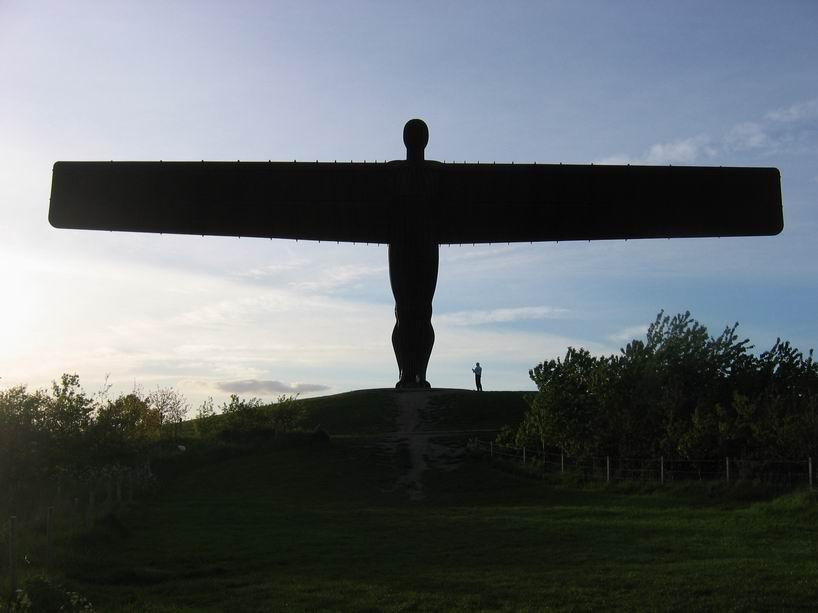
Angel of the North

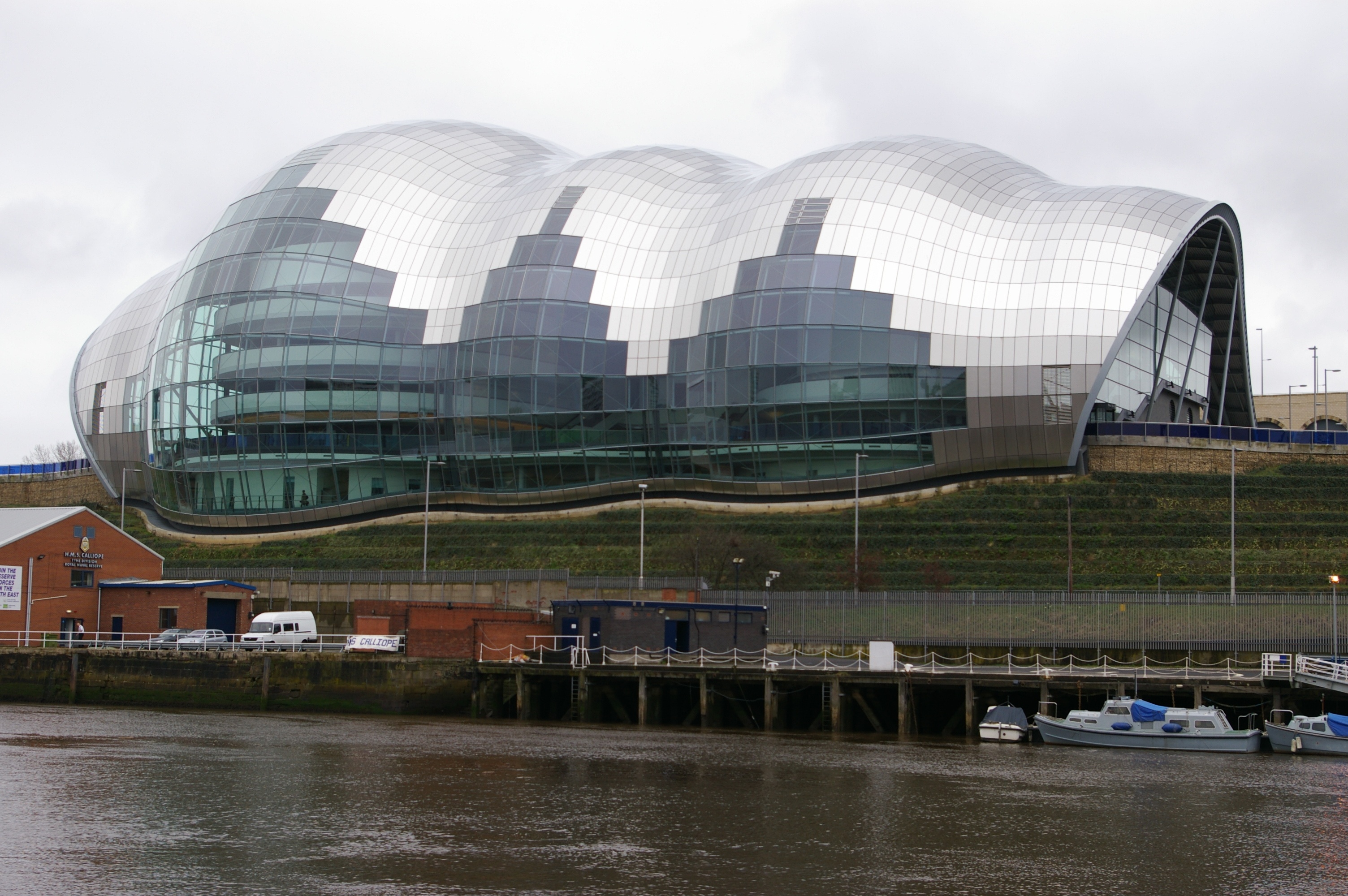
Das Konzerthaus The Sage Gateshead

## Geschichte
Eine Siedlung an Gatesheads Ufer des Tyne besteht seit römischer Zeit. Diese erste Siedlung breitete sich an der alten Furt aus, an der heute die Swing Bridge steht.
Die erste Erwähnung von Gateshead findet sich in den Aufzeichnungen des Benediktinermönchs Beda Venerabilis, der bezogen auf das Jahr 623 von einem Abt von Gateshead, genannt Utta, berichtete.
Im Jahr 1068 schlug Wilhelm der Eroberer die Truppen von Edgar Ætheling und Malcolm III., dem König von Schottland (bekannt aus Shakespeares Schauspiel Macbeth), bei Gateshead Fell (heute Low Fell).
Die früheste Aufzeichnung über einen Kohlenfund im Bereich Gateshead datiert aus dem Jahre 1344. Wie in Newcastle am gegenüberliegenden Ufer des Tyne folgte dem Abbau der Kohle die Verschiffung über den Tyne.
Im Zuge der Industriellen Revolution wuchs die Bevölkerung Gatesheads schnell an. Zwischen 1801 und 1901 kamen 100.000 Bewohner hinzu. Die Stadt breitete sich in dieser Zeit vor allem in südlicher Richtung aus.

### Der große Tyneside-Brand
Im Jahr 1854 kam es zu katastrophalen Bränden und Explosionen an den Ufern von Newcastle und Gateshead, bei dem ein großer Teil der mittelalterlichen Strukturen Gatesheads verloren ging.
Zu jener Zeit war der Tyne ein Zentrum des Seehandels und der Schiffsausrüstung. Beide Ufer des Tyne waren dicht bebaut mit Fabriken und Handwerksbetrieben, Warenlagern und Wohnhäusern. Zu ihnen gehörte „Wilson & Sons“, eine Fabrik für Garn- und Tauwerk. Am Abend des 6. Oktober 1854 brach hier ein Brand aus, der auf ein benachbartes Zollwarenlager übergriff, worin wiederum allerlei brennbare und explosive Chemikalien gelagert waren, unter anderem Schwefel und Nitrate zur Herstellung von Munition (England befand sich zu jener Zeit im Krimkrieg mit Russland) und Sprengstoffen. Die Detonation riss einen zwölf Meter tiefen Krater und schleuderte Steine, Balken und brennbare Trümmer in alle Richtungen bis über den Fluss.
Das Feuer wütete zwei Tage in beiden Städten, die Uferbereiche des Tyne wurden völlig verwüstet und das Feuer verzehrte noch mehrere Straßenblocks landeinwärts. 53 Menschen kamen ums Leben oder verschwanden spurlos, hunderte wurden verletzt.

## Verkehr
Die Bahnhöfe der Tyne and Wear Metro am Gateshead Interchange und am Gateshead International Stadium bieten unmittelbare Straßenbahnverbindungen zum Hauptbahnhof Newcastle, dem Flughafen Newcastle, nach Sunderland, Tynemouth und South Shields.
Gateshead Interchange ist der am stärksten frequentierte Busbahnhof in Tyne and Wear und beförderte im Jahr 2008 3,9 Millionen Busreisende.
National-Rail-Verbindungen werden von Northern Rail in den Bahnhöfen Dunston und MetroCentre angeboten.
Gateshead ist an mehrere Fernverkehrsstraßen angebunden, darunter die A1, die London mit Edinburgh verbindet und die A184, die Gateshead mit Sunderland verbindet.

## Sport
Die bekanntesten Sportvereine der Stadt sind FC Gateshead (Fußball) und Gateshead Senators (American Football). Der 1930 in die Stadt transferierte Fußballklub AFC Gateshead spielte bis 1960 in der Football League und löste sich 1973 auf. Mit Gateshead Thunder hatte man mehrere Jahre einen Profiklub in der Sportart Rugby League, das Team wurde aber 2015 nach Newcastle verlegt und tritt seither unter dem Namen Newcastle Thunder an. Zahlreichen Klubs diente das Gateshead International Stadium als Heimstätte. Das Gateshead International Stadium dient zudem als Austragungsort für Leichtathletikveranstaltungen mit internationaler Beteiligung.

## Persönlichkeiten
- George Elliot, 1. Baronet (1814–1893), Industrieller und Parlamentsabgeordneter
- Henry Bowman Brady (1835–1891), Mikropaläontologe, Pharmazeut und Botaniker
- John G. Capstaff (1879–1960), Fotograf, Ingenieur und Erfinder
- Jimmy Utterson (1914–1935), Fußballspieler
- Sylvia Waugh (* 1935), Schriftstellerin
- Norman Hunter (1943–2020), Fußballspieler
- Brian Johnson (* 1947), AC/DC-Sänger
- Ray Hudson (* 1955), Fußballspieler und -trainer, Moderator
- Steve Cram (* 1960), Leichtathlet
- Hazel Riley, Autorin
- Paul Gascoigne (* 1967), Fußballspieler
- Taylor Wane (* 1968), Pornodarstellerin
- Graeme Jones (* 1970), Fußballspieler und -trainer
- Don Hutchison (* 1971), Fußballspieler
- Steve Stone (* 1971), Fußballspieler
- John Wilson (* 1972), Dirigent
- Bridget Phillipson (* 1983), Politikerin (Labour Party) und Bildungsministerin im Kabinett Starmer
- Danny Graham (* 1985), Fußballspieler
- Chris Montague (* ≈1985), Jazz- und Fusionmusiker
- Andy Carroll (* 1989), Fußballspieler
- Carl Magnay (* 1989), Fußballspieler
- Hayden Coulson (* 1998), Fußballspieler
- Anna Kay (* 1999), Radrennfahrerin
- Thomas Mein (* 1999), Radrennfahrer
- Kate Waugh (* 1999), Triathleti== n